# Frederik Lange (målare)
Frederik Lange, född 31 juli 1870 i Frederiksberg i Danmark, död 30 juni 1941 i Skagen, var en dansk målare.
Frederik Lange var son till konsthistorikern Julius Henrik Lange och Louise Aagaard. Han utbildade sig på Det Kongelige Danske Kunstakademi i Köpenhamn 1895-1896 och därefter på Kunstnernes Frie Studieskoler för P.S. Kröyer.
Han målade porträtt, bilder av vardagsmiljöer och landskap, vilka han hämtade från Lillebælt, Odsherred, Stevns och trakten av Skagen där han slog sig ned 1924 i  Vesterbyn i Skagen.
Fredrik Lange gjorde studieresor till Grekland och Turkiet som tecknare i arkeologiska expeditioner 1893 samt Nordafrika och Grekland 1900, samt också till Frankrike och Italien 1906 och till Frankrike 1910.
Frederik Lange fick Eckersbergmedaljen 1907 och 1910.
Han gifte sig 1903 i första äktenskapet med Ida Johanne Løw, 1914 i andra äktenskapet med Vibeke Collin och 1924 i tredje äktenskapet med Grethe Lorentzen.

## Bildgalleri
| - Väg mot Skagen, 1932 - Mansporträtt, 1919 |